# Istoria Vietnamului
Istoria înregistrată a Vietnamului datează de la mijlocul secolului al III-lea î.Hr., când au fost înființate Âu Lạc și Nanyue (Nam Việt în vietnameză) (Nanyue a cucerit Âu Lạc în 179 î.Hr.). Vietnamul de Nord era încă de la sfârșitul mileniului III î.Hr., populat de comunități agricole timpurii, care s-au extins de la centrele inițiale de orez și de mei pe valea râului Yangzi și Galben. Valea Râului Roșu a format o unitate geografică și economică naturală, delimitată la nord și vest de munți și jungle, la est de mare și la sud de Delta Râului Roșu. Conform legendelor, primul stat vietnamez a fost fondat în 2879 î.Hr., dar studiile arheologice sugerează o dezvoltare către căpetenie în perioada târzie a epocii bronzului Cultura Dong Son.
Geografia particulară a Vietnamului a făcut o țară dificilă de atacat, motiv pentru care Vietnamul sub regii Hùng a fost atât de mult timp un stat independent și de sine stătător. Odată ce Vietnamul a cedat stăpânirii străine, cu toate acestea, s-a dovedit incapabil să scape de ea și, timp de 1.000 de ani, Vietnamul a fost guvernat succesiv de o serie de dinastii chineze: Han, Wu de Est, Jin, Liu Song, Qi de Sud, Liang, Sui, Tang și Han de Sud. În acești 1.000 de ani, au existat numeroase revolte împotriva dominației chineze, iar în anumite perioade, Vietnamul a fost guvernat independent sub Surorile Trưng, Triệu, Lý, Khúc și Dương Đình Nghệ - deși triumfurile și domniile lor au fost temporare.
În timpul dominației chineze din Vietnamul de Nord, mai multe civilizații au înflorit în ceea ce este astăzi Vietnamul central și de sud, în special Funanese și Cham. Fondatorii și conducătorii acestor guverne nu au fost însă originari din Vietnam. Începând cu secolul al X-lea, vietnamezii, care au apărut în inima lor în Delta Râului Roșu, au început să cucerească aceste civilizații.
Când Ngô Quyền (Regele Vietnamului, 938–944) a restabilit puterea suverană în țară, mileniul următor a fost avansat de realizările succesive ale dinastiilor:  Ngô, Đinh, Early Lê, Lý, Trần, Hồ, Later Trần, Later Lê, Mạc, Trịnh - Nguyễn, Tây Sơn și iar Nguyễn. În diferite puncte din timpul dinastiilor imperiale, Vietnamul a fost devastat și împărțit de războaie civile și a fost martor la intervențiile Song, Yuan, Cham, Ming, Siamese, Qing și Franceză.
Imperiul Ming a cucerit valea Râului Roșu o vreme înainte ca vietnamezii nativi să-și recapete controlul, iar Imperiul Francez a redus Vietnamul la o dependență franceză timp de aproape un secol, urmată de o ocupație a Imperiului Japonez. Tulburările politice și insurecția comunistă au pus capăt monarhiei după Al Doilea Război Mondial, iar țara a fost proclamată republică.

## Legături externe
- The Vietnam Maritime Archaeology Project Center
- Fallout of the War from the Dean Peter Krogh Foreign Affairs Digital Archives
- Vietnam History from ancient time Arhivat în 26 octombrie 2011, la Wayback Machine.
- Viet Nam's Early History & Legends by C.N. Le (Asian Nation – The Landscape of Asian America)
- Tungking by William Mesny
- Pre-Colonial Vietnam by Ernest Bolt (University of Richmond)
- Human Rights in Vietnam 2006 Arhivat în 14 noiembrie 2008, la Wayback Machine. (Human Rights Watch)
- French IndoChina Entry in a 1910 Catholic Encyclopedia about Indochina (New Advent).
- Virtual Vietnam Archive Exhaustive collection of Vietnam related documents (Texas Tech University)
- Geneva Accords of 1954 Arhivat în 29 noiembrie 2011, la Wayback Machine. Text of the 1954 Accords by Vincent Ferraro (Mount Holyoke College)
- Việt-Học Thư-Quán – Institute of Vietnamese Studies – Viện Việt Học Many pdfs of Vietnamese history books
- Vietnam Dragons and Legends Vietnamese history and culture by Dang Tuan.
- Indochina – History links for French involvement in Indochina, casahistoria.net
- Vietnam – History links for US involvement in Indochina, casahistoria.net
- Early History of Vietnam Arhivat în 16 octombrie 2011, la Wayback Machine. – Origin of Vietnam name
- Vietnam Full history
- Hoàng Văn Chí, Từ Thực Dân Đến Cộng Sản Arhivat în 27 octombrie 2011, la Wayback Machine.
- Hoàng Văn Hoan, Giọt Nước Trong Biển Cả Arhivat în 27 octombrie 2011, la Wayback Machine.
- Hoàng Văn Chí, Trăm Hoa Đua Nở Trên Đất Bắc Arhivat în 27 octombrie 2011, la Wayback Machine.
- Nguyễn Thanh Giang, Tưởng Niệm Con Đường Phan Chu Trinh Arhivat în 27 octombrie 2011, la Wayback Machine.